# ألبرتو دي مارشي
ألبرتو دي مارشي (بالإيطالية: Alberto De Marchi) هو لاعب اتحاد الرغبي إيطالي، ولد في 13 مارس 1986 في جيسولو في إيطاليا.

## وصلات خارجية
- ألبرتو دي مارشي على موقع دوري الرغبي الممتاز (الإنجليزية)
- ألبرتو دي مارشي عل موقع إسبنسكروم (الإنجليزية)
- ألبرتو دي مارشي على موقع ItsRugby.co.uk (الإنجليزية)